# Lamborghini Temerario
El Lamborghini Temerario es un automóvil superdeportivo híbrido eléctrico enchufable, producido por el fabricante italiano Lamborghini, como el sucesor del Huracán, aunque abandona el motor V10 por un motor V8. Fue presentado oficialmente el 16 de agosto de 2024, durante la semana del automóvil de Pebble Beach, California y se espera que su producción inicie durante 2025.

## Nomenclatura
Su nombre se ajusta a la costumbre de utilizar un nombre relacionado con el mundo taurino, ya que se cree que el nombre podría atribuirse al "Temerario" de Begoña, un toro de lidia de 516 a 526 kg (1138 a 1160 libras) que fue indultado por el torero que participó en una faena celebrada en 2023. Otras fuentes suponen que se debe a un morlaco que se indultó en la Plaza de toros Monumental de Aguascalientes durante su octava corrida, en la Feria Nacional de San Marcos en Aguascalientes (Aguascalientes), México. Esta solicitud de registro de marca también incluye una representación gráfica del nombre, que muestra una tipografía típica de la firma con cuernos de toro en las esquinas de la "T" y la "O".

## Diseño
El exterior se caracteriza por una nueva clave de estilo y una estética completamente renovada, cuya parte frontal destaca por las dos luces de circulación diurna led de forma hexagonal en la parte inferior de la defensa, que recuerdan una de las formas geométricas tradicionales de Lamborghini con un contexto futurista, mientras que el resto de los faros están en las afiladas ópticas superiores parecidas al rediseño del nuevo Countach. Las partes laterales tienen dos aristas bien marcadas en las puertas, que terminan en una entrada de aire lateral y los conductos superiores, junto a la ventanilla y sobre la aleta trasera. En la parte trasera también se notan las calaveras con una curiosa forma hexagonal, igualmente con tecnología led, así como el escape también en forma hexagonal que asegura un sonido deportivo.
El motor expuesto va enmarcado por un nuevo spoiler de cola de pato fundamental para la eficiencia aerodinámica, aunque ligeramente tapado por una cobertura de fibra de carbono. El techo con perfil cóncavo se encarga de dirigir el flujo de aire hacia este, mientras que las partes bajas del coche tienen unos generadores de vórtices para un flujo optimo hacia el enorme difusor en la parte inferior. Adicionalmente, se ha mejorado la refrigeración de los frenos en un 30% y la carga aerodinámica (downforce) en el eje trasero en un 103% respecto del Huracán EVO, que se va hasta el 158% con el paquete específico totalmente nuevo en este coche, el cual es un paquete denominado Alleggerita para reducir el peso, que consiste en diferentes piezas de carbono: separador (splitter), faldones, cofre trasero, un alerón específico de alta carga, asientos y hasta los rines. Con todo esto, se puede lograr un ahorro de hasta 25 kg (55 libras) si se añaden elementos interiores ligeros y rines de carbono. La rigidez torsional del conjunto ha aumentado en un 20%, manteniendo el mejor balance de peso posible para el coche, con alrededor de 1690 kg (3726 libras).
Se ofrece una amplia gama de 400 colores para la carrocería, además de libreas especiales disponibles. Está construido sobre una nueva arquitectura de aleaciones de aluminio de alta resistencia. Tendrá dos configuraciones: normal y el paquete Lightweight, este último con materiales más ligeros como el polímero reforzado con fibra de carbono y policarbonatos, a fin de reducir el peso en alrededor de 12,65 kg (27,9 libras) si se tienen en cuenta los componentes de la carrocería, además de mejorar la carga aerodinámica en un 56%.
Cuenta con múltiples características, como el Lamborghini Dinamica Veicolo (LDV) 2.0, cuya vectorización eléctrica del par en las ruedas delanteras le da más agilidad en curvas cerradas, ya que no cuenta con eje trasero direccional. Los programas para la hibridación, denominados Recharge, Hybrid, Performance y el nuevo Drift Mode, cuentan con tres niveles de derrape y un control diferente, ya que no solamente está basado en la gestión de la entrega de potencia, el control de tracción o de estabilidad, sino también con el reparto individual del par en el eje delantero.

## Interior
Su diseño interior gira en torno a la idea de "sentirse como un piloto". La cabina proporciona una sensación de dinamismo y una nueva experiencia a bordo, además de ofrecer grandes niveles de confort, gracias a tres características: una mayor distancia entre ejes que el Huracán, mayor espacio para la cabeza y nuevos asientos más cómodos. Según el propio fabricante, será "intuitivo" gracias a una nueva interfaz llamada Human-Machine Interface (HMI) Pilot Interaction, con nuevos gráficos que alimentan tanto la pantalla en la consola central de 8,4 pulgadas (21,3 cm) para la multimedia, como al panel de instrumentos digital de 12,3 pulgadas (31,2 cm), así como una interfaz adicional de 9,1 pulgadas (23,1 cm) para el pasajero. Aunado a esto, desaparecen gran parte de los botones físicos en el túnel central, ya que se han reubicado en el volante deportivo de carbono. También cuenta con novedosos servicios conectados, tales como: telemetría 2.0, una dashcam y navegación con realidad aumentada. También se ofrece con el nuevo sistema Lamborghini Vision Unit (LAVU), para proporcionar acceso a nuevas funciones y aplicaciones y así revivir y compartir sus experiencias de manejo, tanto en el circuito como en la carretera.
El mayor espacio en su habitáculo biplaza, está dado por su nuevo chasis de aluminio para compensar los 150 a 160 kg (331 a 353 libras) de sobrepeso del sistema híbrido, mediante una aleación de alta resistencia y extrusiones hidromórficas, permitiendo que en su interior puedan entrar pasajeros de hasta 2 m (6' 6,70") de altura, incluso con casco, ya que tiene 34 mm (1,3 pulgadas) más de altura y 46 mm (1,8 pulgadas) más de espacio para las piernas. Sus acabados están hechos con materiales de la más alta calidad, tales como: cuero, alcantara y fibra de carbono. Los asientos tipo butaca opcionales son de nuevo diseño, aunque de serie también está disponible una versión más confortable.

## Especificaciones
Está equipado con un motor V8 biturbo de 3995 cm³ (4 L; 243,8 plg³) y tres motores eléctricos estratégicamente ubicados, de los cuales uno es de flujo axial que va montado entre la transmisión y el V8; y los otros dos en el eje delantero, incluyendo también el sistema de freno regenerativo, con una batería de 3,8 kWh (14 MJ). El V8 de cigüeñal plano con bielas de titanio y sistema de apertura de válvulas con especificaciones de motores de competición, es capaz de ofrecer una entrega de potencia lineal al estilo del V10 del Huracán, que supone un aumento de alrededor de 260 CV (256 HP; 191 kW) con este último, el cual va acoplado a una transmisión de doble embrague de ocho velocidades montada transversalmente detrás el motor. Sus emisiones medias son un 50% inferiores a las del Huracán. Emite un sonido específico que incluye una parte artificial, cuyas diferencias se dan entre los 13 modos de manejo, como por ejemplo: Città, Strada, Sport, Corsa Corsa Plus, Recharge, Hybrid, Performance, entre otros, incluso hasta la sensación de vibraciones al asiento. Al pulsar el botón decorado con la bandera a cuadros, se puede activar el Launch Control de manera muy sencilla.
| Diámetro x carrera                   | 90 x 78,5 mm (3,54 x 3,09 pulgadas)                                                               |
| Relación de compresión               | 9.3:1                                                                                             |
| Potencia máxima                      | 800 CV (789 HP; 588 kW) entre las 9000 y 9750 rpm (MCI) 920 CV (907 HP; 677 kW) (total combinado) |
| Par máximo                           | 730 N·m (538 lb·pie) entre las 4000 y 7000 rpm (MCI) 800 N·m (590 lb·pie) (total combinado)       |
| Línea roja                           | 10 000 rpm                                                                                        |
| Presión de los turbocompresores      | 2,5 bares (245 kPa; 35,5 psi)                                                                     |
| Alimentación                         | Inyección directa con ECU Bosch                                                                   |
| Sistema de refrigeración             | Líquida con circuito específico para componentes de alta tensión                                  |
| Sistema de lubricación               | Cárter seco                                                                                       |
| Relación peso a potencia             | 1,8 kg/CV                                                                                         |
| Frenada de 100 a 0 km/h (62 a 0 mph) | 32 m (105 pies)                                                                                   |